# Connarus championii
Connarus championii là một loài thực vật có hoa trong họ Connaraceae. Loài này được Thwaites mô tả khoa học đầu tiên năm 1858.